# Université de Rome « La Sapienza »
Pour les articles homonymes, voir Université de Rome, La Sapienza (film) et Goliarda Sapienza.
L'université de Rome « La Sapienza » est la principale université italienne. Elle est appelée en italien : Università degli studi di Roma « La Sapienza », usuellement Sapienza Università di Roma ou simplement La Sapienza.
Le terme italien sapienza (du latin sapientia, -ae, sf., qui a la même signification que le mot grec σοφία) est traduisible en français par « sagesse », mais aussi par « savoir », « science » ou « connaissance », et fait référence à l'église Sant'Ivo alla Sapienza, qui fut édifiée en tant que chapelle de l'université.
Selon le classement sur la qualité des universités effectué en 2009 par l'université Jiao Tong de Shanghai, elle se place au rang 101e-151e dans le monde et est l'université la plus prestigieuse en Italie et en Europe du Sud selon certains classements.
Elle est aussi appelée Rome I et est l'une des plus anciennes au monde, ayant été fondée par bulle pontificale le 20 avril 1303 (pape Boniface VIII). C'est aussi la plus grande d'Europe et l'une des plus grandes au monde (après l'UNAM de Mexico et l'université de Buenos Aires) pour le nombre d'étudiants (150 000 environ). Elle comporte 21 facultés, 21 musées, 155 bibliothèques et plus de 130 départements et instituts.
La majorité de la classe dirigeante italienne a étudié à La Sapienza. Pour le U.S News & World Report, c'est la meilleure université italienne et la plus prestigieuse de l'Europe du Sud. En septembre 2018, l’université a été incluse dans le top 100 du QS World University Rankings Graduate Employability Ranking. Pour la 14e année consécutive, elle est classée première université en Italie et en Europe du Sud selon le classement CWUR 2025.

## Historique
Le pape Boniface VIII fonde cette université comme un Studium pour que les études ecclésiastiques soient davantage sous son contrôle que sous celles de Bologne et de Padoue.

Entrée de la Sapienza, Piazzale Aldo Moro.

En 1431, le pape Eugène IV introduit une nouvelle taxe sur le vin, de façon à obtenir un budget pour l'université. L'argent est utilisé pour construire le Palazzo alla Sapienza, situé près de la basilique Sant'Eustachio.
En 1870, elle cesse d'être l'université papale et devient l'université de la capitale de l'Italie.
En 1935, le nouveau campus, planifié sous Benito Mussolini par Marcello Piacentini, est terminé. L'emplacement principal se trouve à la Città Universitaria (« cité universitaire ») dans le quartier Tiburtino, près de la gare de Rome Termini.
Depuis le 1er décembre 2020 Antonella Polimeni (it) en  est la rectrice. Sa mission devrait durer jusqu'en 2026.

## Personnalités liées à l'université

### Professeurs
- Luca Pacioli (n. vers 1445 - † 1517, mathématicien et fondateur de la comptabilité.
- Jean Faber (Joannes Faber) (n. vers 1570 - † 1629), médecin anatomiste et botaniste[9].
- Bartolomeo Eustachi (n. 1510 - † 1574), anatomiste et médecin.
- Francesco Patrizi (n. 1529 - † 1597), philosophe néoplatonicien et savant (chaire de philosophie).
- Benedetto Stay (1714-1801) : chaire d'éloquence et d'histoire en 1746.
- Girolamo Arnaldi, historien (chaire d'histoire médiévale de 1970 à 1999).
- Emilio Almansi (1869 - † 1948) physicien (chaire de mécanique rationnelle, 1912-1922).
- Tullio Levi-Civita (né en 1873 - † 1941) mathématicien (chaire de mécanique rationnelle, 1923-1938).
- Federigo Enriques, (né en 1871 - † 1946) mathématicien (chaire de mathématiques de 1923 à 1938, date de son éviction par les fascistes)
- Enrico Castelli Gattinara di Zubiena (1900-1977), historien de la philosophie, titulaire de la chaire de philosophie de la religion jusqu'en 1976
- Enrico Fermi (né en 1901 - † 1954), physicien.
- Franco Ferrarotti (né en 1926), sociologue (chaire de sociologie).
- Tullio De Mauro (né en 1932), chaire de linguistique et de philosophie du langage.
- Giorgio Parisi (né en 1948), physicien (chaire de physique quantique).
- Santi Romano, né en 1875 - † 1947), juriste (chaire de droit administratif et constitutionnel).
- Antonio Signorini (1938-1958), chaire de mécanique rationnelle
- Biancamaria Scarcia Amoretti (née en 1936- † 2020), chaire d'islamologie
- Nicola Acocella (1939-), professeur émérite de politique économique.
- Marcella Frangipane (née en 1948), directrice de l'école d'archéologie orientale.
- Gabriella Ambrosio (1964-), professeure de communication
- Alessandro Pajno (1948-), magistrat, professeur d'administration publique.

### Étudiants
- Valentina Emiliani, physicienne,
- Vincento-Joachim Pecci[10], devenu le pape Léon XIII,
- Maria Montessori (1870-1952), éducatrice,
- Riccardo Picchio (1923-2011), linguiste italien.
- Mohamed El Ghanem[11]
- Rossella Panarese (1960-2021), journaliste italienne,
- Antonio Pio Saracino (1976-), architecte et designer italien, actif à New York,
- Chrysoula Zacharopoulou (1976-), gynécologue et femme politique franco-grecque ayant fait partie du gouvernement Élisabeth Borne.
- Giulia Amati, documentariste franco-italienne,
- Firmin Edouard Matoko, diplomate congolais et sous-directeur général de l’Unesco.

## Facultés

### Faculté d'architecture
C'est la plus ancienne d'Italie, elle fut fondée en 1920.

### Faculté d'économie
Elle fut fondée en 1906 et compte plus de 10 000 inscrits.

### Faculté de philosophie, lettres, sciences humaines et d'études orientales
Le siège de la Faculté est la Villa Mirafiori.

### Faculté d'ingénieur du génie civil et industriel
Elle fut créée en 1817 sur le modèle de celles de Vienne et Paris.

### Faculté d'ingénieur de l'information, de la statistique et de l'informatique
Elle fut créée le 27 novembre 2009.

### Écoles
- Une école d'ingénierie aérospatiale,
- Une école spéciale d'archivistes et bibliothécaires.